# Jorma Kaukonen

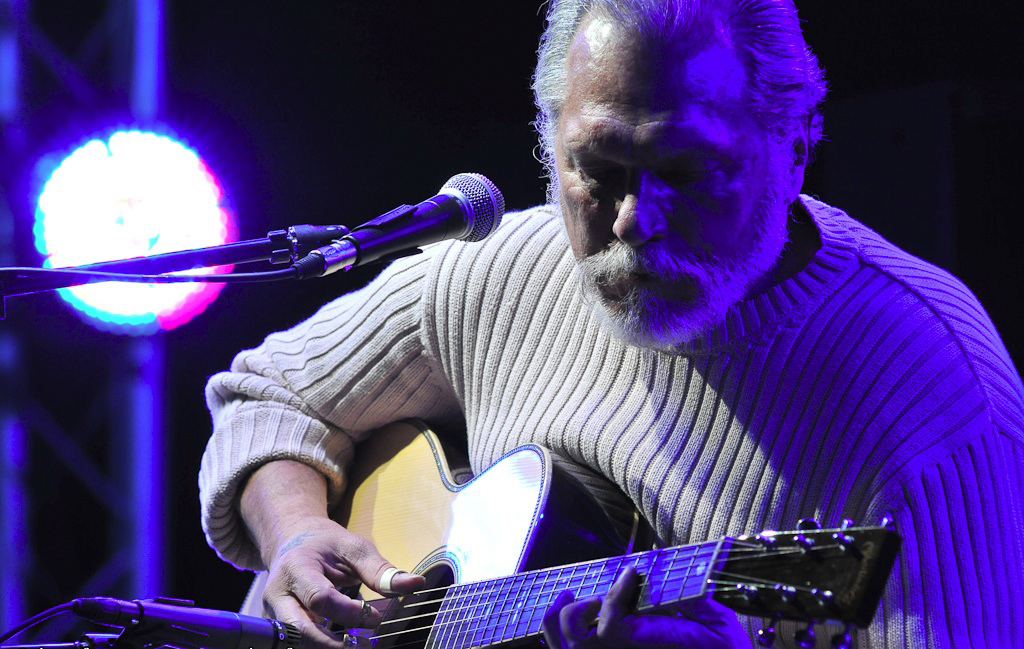
Jorma Kaukonen im Crossroads Club, Rom 2009

Jorma Ludwik Kaukonen Jr. (* 23. Dezember 1940 in Washington, D.C.) ist ein US-amerikanischer Blues-, Folk- und Rockgitarrist finnischer Abstammung. Er war Gründungsmitglied der Bands Jefferson Airplane und Hot Tuna.
Kaukonen wurde als Sohn eines finnischen Diplomaten in Washington, D.C. geboren. Bereits in jungen Jahren begeisterte er sich für den Blues. 1957 hatte er zusammen mit Jack Casady seine erste Rock-’n’-Roll-Band. Er begleitete unter anderem auch Janis Joplin bei ihren ersten Auftritten in Kneipen und Folk-Clubs mit der Gitarre. 1961 begann er, an der Santa Clara University in Kalifornien Soziologie zu studieren. Nach Abschluss seines Studiums 1965 schloss er sich der Band von Paul Kantner und Marty Balin an. Kaukonen selbst berichtete, dass er der Band den Namen Jefferson Airplane gab – abgeleitet von seinem eigenen Spitznamen Blind Thomas Jefferson Airplane, den ihm ein Freund wegen seiner Vorliebe für Bluesmusik und Blind Lemon Jefferson gegeben hatte.
1970 begannen Kaukonen und Casady, neben ihren Auftritten mit Jefferson Airplane Blues zu spielen. Sie nannten ihre Zweitband Hot Tuna. Als die Doppelbelastung zu groß wurde, entschieden sie sich für Hot Tuna, die auch nach über 50 Jahren immer noch auf Tour sind.
Seit Mitte der 1990er betreibt Kaukonen mit seiner Frau in Pomeroy (Ohio) das Fur Peace Ranch Guitar Camp mit Aufnahmestudio, Konzertsaal, Musikbibliothek, Restaurant und Wochenendkursen mit bekannten Musikern.

## Diskographie

### Solo
- 1974: Quah
- 1979: Jorma
- 1980: Barbecue King
- 1985: Too Hot to Handle
- 1985: Magic
- 1994: Embryonic Journey
- 1995: Magic Two
- 1995: Land of Heroes
- 1996: Christmas With Jorma Kaukonen
- 1998: Too Many Years
- 2001: Live als Jorma Kaukonen Trio
- 2002: Blue Country Heart
- 2007: Stars in My Crown
- 2009: River of Time
- 2015: Ain't In No Hurry